# Енергетицька селищна рада
Енерге́тицька селищна рада (рос. Энергетикский поселковый совет) — сільське поселення у складі Новоорського району Оренбурзької області Росії.
Адміністративний центр та єдиний населений пункт — селище Енергетик.

## Населення
Населення — 6741 особа (2019; 7907 в 2010, 9187 у 2002).